# Astragalus zohrabi
Astragalus zohrabi är en ärtväxtart som beskrevs av Aleksandr Andrejevitj Bunge. Astragalus zohrabi ingår i släktet vedlar, och familjen ärtväxter. Inga underarter finns listade i Catalogue of Life.